# Иванов, Руслан
Руслан Иванов (род. 18 декабря 1973 в Кишинёве, Молдавская ССР) — молдавский профессиональный шоссейный велогонщик. Трёхкратный чемпион Молдавии в шоссейных дисциплинах. Участник Летних Олимпийских игр 1996 и 2004 годов.

## Победы
| 1998 - Чемпион Молдавии в групповой гонке - Чемпион Молдавии в индивидуальной гонке на время - Гран-при Европы (с Массимо Чигана) 2000 - Чемпион Молдавии в групповой гонке - Джиро ди Тоскана 2001 - Неделя Коппи и Бартали — этапы 2, 3 и генеральная классификация - Джиро дель Трентино — этап 2 - Регио Тур — этап 2b и 2-е место в общем зачёте - Чемпионат Молдавии в индивидуальной гонке на время — 2-е место - Чемпионат Молдавии в групповой гонке — 3-е место | 2002 - Гран-при Лугано - Неделя Коппи и Бартали — этап 5 - Неделя Ломбардии — этап 4 2003 - Вуэльта Андалусии — этап 5 - Неделя Коппи и Бартали — этап 5 - Джиро д'Абруццо — этап 2 - Бриксия Тур — этап 3 2008 - Тур Лангкави — генеральная классификация |

## Статистика выступлений наГранд Турах
| Гранд Тур | 2001 | 2002 | 2003 | 2004 | 2005 | 2006 | 2007 | 2008 |
| --------- | ---- | ---- | ---- | ---- | ---- | ---- | ---- | ---- |
| Джиро     | 39   | -    | -    | -    | 70   | -    | -    | 43   |
| Тур       | -    | сход | -    | -    | -    | -    | -    | -    |
| Вуэльта   | -    | -    | -    | 77   | сход | -    | -    | -    |